# 北朝霞站
北朝霞站（日语：／ Kita-asaka eki */?）是位於埼玉縣朝霞市濱崎一丁目，屬於東日本旅客鐵道（JR東日本）武藏野線的鐵路車站。車站編號是JM 28。

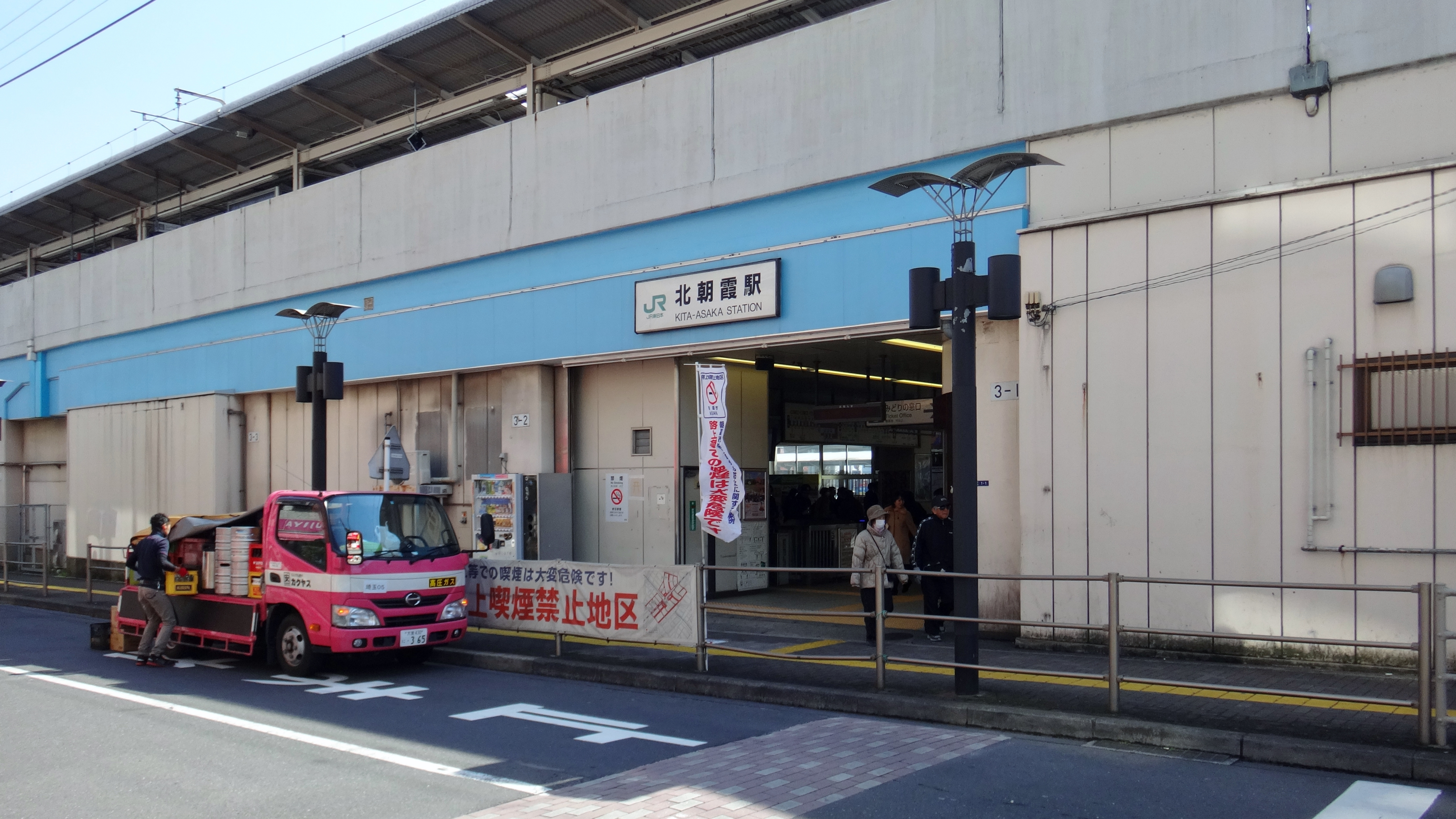
北口(2016年3月)

此站起往武藏浦和方向是大宮支社管內。

## 構造

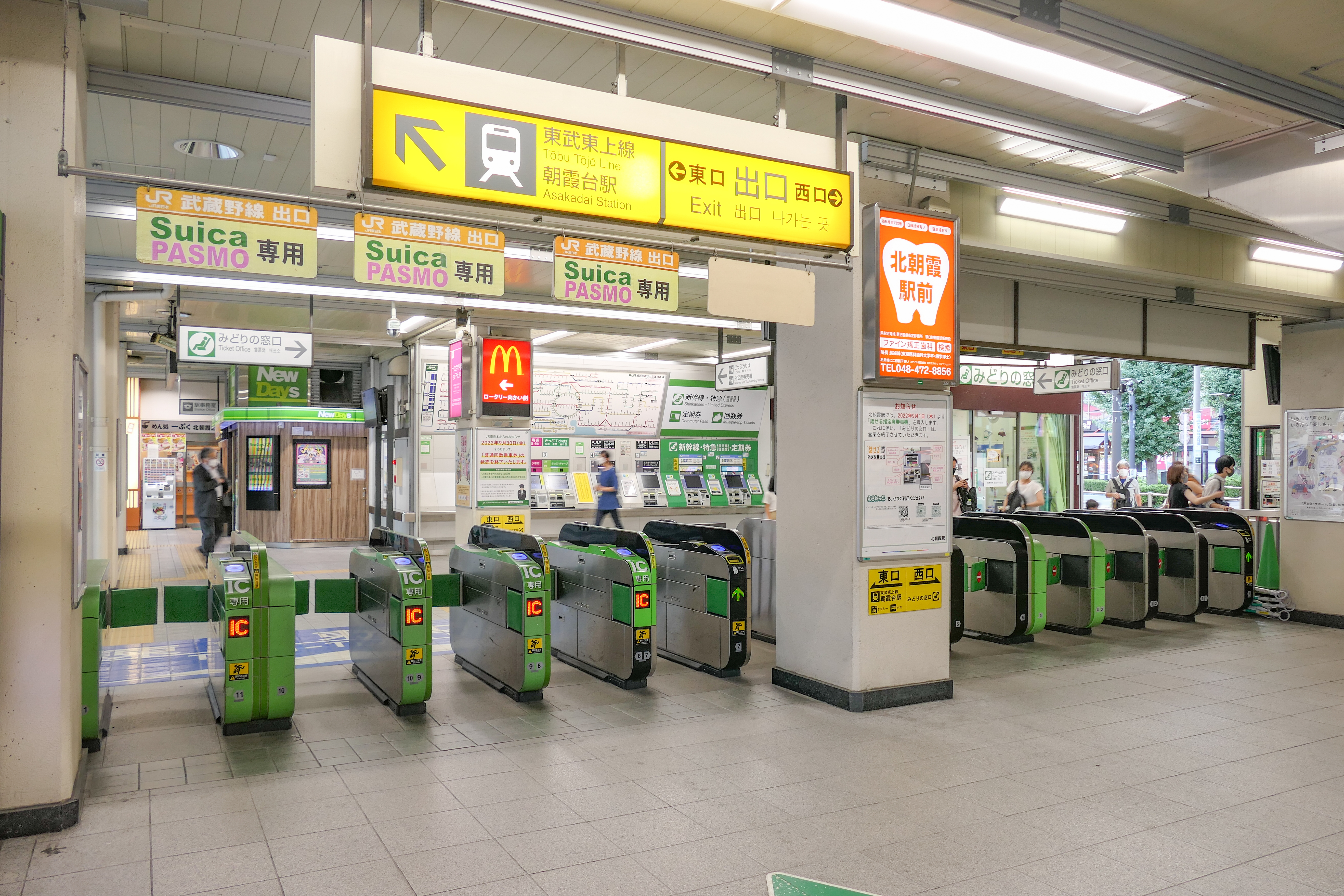
驗票口(2022年8月)

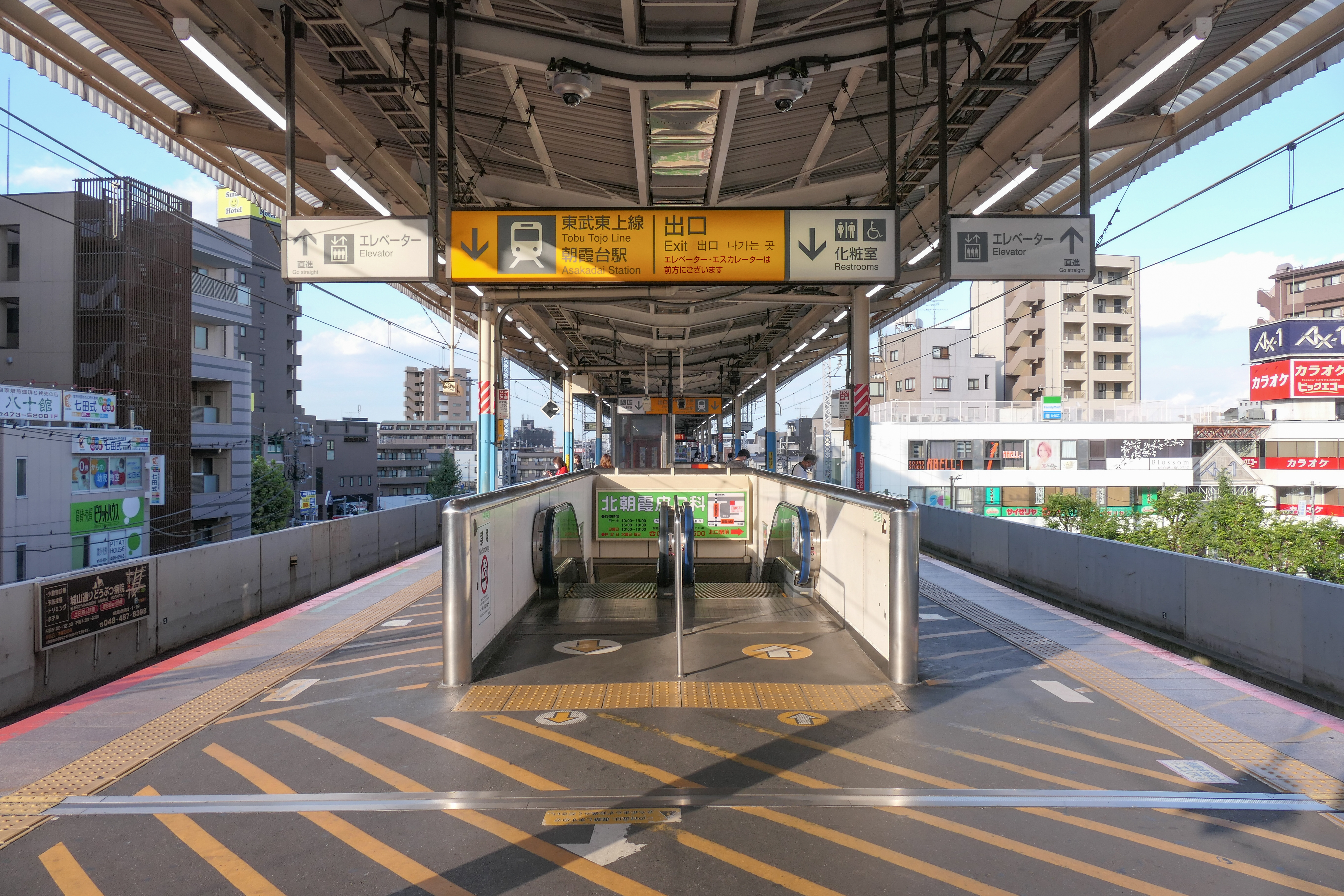
月台(2022年8月)

本站是高架車站，站內設有綠色窗口（營業時間：07:00－20:00）。此站設有東西兩個出口，其中東口連接東武鐵道的朝霞台站。

### 月台配置
月台位於2樓，採島式月台1面2線設計。
| 月台 | 路線     | 方向 | 目的地                     |
| ---- | -------- | ---- | -------------------------- |
| 1    | 武藏野線 | 上行 | 西國分寺、府中本町方向     |
| 2    | 武藏野線 | 下行 | 南浦和、新松戶、西船橋方向 |

（來源：JR東日本:車站構內圖（页面存档备份，存于））

## 使用情況
2019年（令和元年）度的1日平均上車人次為70,577人，是JR東日本管內第64位。
近年的推移如下表｡
| 年度               | 1日平均上車人次 | 1日平均上車人次 | 1日平均上車人次 | 來源              |
| 年度               | 定期外          | 定期            | 合計            | 來源              |
| ------------------ | --------------- | --------------- | --------------- | ----------------- |
| 1990年（平成02年） |                 |                 | 41,105          |                   |
| 1991年（平成03年） |                 |                 | 43,483          |                   |
| 1992年（平成04年） |                 |                 | 47,309          |                   |
| 1993年（平成05年） |                 |                 | 52,002          |                   |
| 1994年（平成06年） |                 |                 | 50,716          |                   |
| 1995年（平成07年） |                 |                 | 51,548          |                   |
| 1996年（平成08年） |                 |                 | 51,598          |                   |
| 1997年（平成09年） |                 |                 | 51,046          |                   |
| 1998年（平成10年） |                 |                 | 51,134          |                   |
| 1999年（平成11年） |                 |                 | 51,373          | [ 埼玉県統計 1 ]  |
| 2000年（平成12年） |                 |                 | 53,524          | [ 埼玉県統計 2 ]  |
| 2001年（平成13年） |                 |                 | 54,907          | [ 埼玉県統計 3 ]  |
| 2002年（平成14年） |                 |                 | 55,897          | [ 埼玉県統計 4 ]  |
| 2003年（平成15年） |                 |                 | 57,581          | [ 埼玉県統計 5 ]  |
| 2004年（平成16年） |                 |                 | 58,429          | [ 埼玉県統計 6 ]  |
| 2005年（平成17年） |                 |                 | 56,832          | [ 埼玉県統計 7 ]  |
| 2006年（平成18年） |                 |                 | 58,114          | [ 埼玉県統計 8 ]  |
| 2007年（平成19年） |                 |                 | 59,899          | [ 埼玉県統計 9 ]  |
| 2008年（平成20年） |                 |                 | 60,855          | [ 埼玉県統計 10 ] |
| 2009年（平成21年） |                 |                 | 61,912          | [ 埼玉県統計 11 ] |
| 2010年（平成22年） |                 |                 | 62,958          | [ 埼玉県統計 12 ] |
| 2011年（平成23年） |                 |                 | 63,263          | [ 埼玉県統計 13 ] |
| 2012年（平成24年） | 20,658          | 44,519          | 65,178          | [ 埼玉県統計 14 ] |
| 2013年（平成25年） | 21,066          | 46,316          | 67,382          | [ 埼玉県統計 15 ] |
| 2014年（平成26年） | 21,375          | 45,597          | 66,972          | [ 埼玉県統計 16 ] |
| 2015年（平成27年） | 21,969          | 47,161          | 69,131          | [ 埼玉県統計 17 ] |
| 2016年（平成28年） | 22,226          | 47,918          | 70,145          | [ 埼玉県統計 18 ] |
| 2017年（平成29年） | 22,438          | 48,456          | 70,895          | [ 埼玉県統計 19 ] |
| 2018年（平成30年） | 22,543          | 48,341          | 70,884          | [ 埼玉県統計 20 ] |
| 2019年（令和元年） | 22,181          | 48,396          | 70,577          |                   |

## 周邊
- 朝霞台站（東武鐵道東上本線）－兩站共用站前廣場，且是指定相互換乘站。雖然兩個站房相距數十米，但由於換乘路線安裝了簷篷，雨天時也不受影響。

行政
- 朝霞市政府辦公室朝霞台分處
- 朝霞市辯財市民中心
- 東京都水道局朝霞濾水廠
- 埼玉縣朝霞縣土整備事務所
- 朝霞市博物館
- 朝霞警察署北朝霞站前交番
- 朝霞消防署濱崎分署
- 北朝霞公民館

郵政
- 朝霞三原郵政局
- 朝霞溝沼郵政局

金融
- 里索那銀行朝霞台支店－里索那銀行在埼玉縣唯一分店。由於原屬大和銀行，因此不屬埼玉里索那銀行旗下。
- 埼玉里索那銀行北朝霞站前出張所（ATM）
- 巢鴨信用金庫朝霞台支店
- 三井住友銀行朝霞台出張所
- 武藏野銀行朝霞房貸中心
- 瑞穗銀行北朝霞站前出張所
- 朝霞市商工會

醫院
- 朝霞台中央綜合醫院
- 朝霞厚生醫院
- 伊藤醫院

學校
- 東洋大學朝霞校園
- 朝霞第二中學校

## 歷史
- 1973年（昭和48年）4月1日－日本國有鐵道（日本國鐵）北朝霞站開業。
- 1974年（昭和49年）8月6日－東武東上線朝霞台站開業，兩站成為指定站外換乘站。
- 1987年（昭和62年）4月1日－國鐵分割民營化，本站由JR東日本接手經營。
- 2001年（平成13年）11月18日－智能卡系統Suica啟用。

## 相鄰車站
東日本旅客鐵道
 武藏野線
■武藏野號
大宮（JS 24）－北朝霞（JM 28）－新座（JM 29）
■各站停車
西浦和（JM 27）－北朝霞（JM 28）－新座（JM 29）
- 武藏野號列車在西浦和站前進入武藏野線大宮支線，在與野站進入通往大宮站的東北本線（東北貨物線）。其中西浦和站因不設大宮支線用月台，因此所有武藏野號班次均通過該站。

### 使用情況
JR1日平均使用人數
JR東日本2000年度以後上車人次
1. ↑  各駅の乗車人員（1999年度） （页面存档备份，存于） - JR東日本
2. ↑  各駅の乗車人員（2000年度） （页面存档备份，存于） - JR東日本
3. ↑  各駅の乗車人員（2001年度） （页面存档备份，存于） - JR東日本
4. ↑  各駅の乗車人員（2002年度） （页面存档备份，存于） - JR東日本
5. ↑  各駅の乗車人員（2003年度） （页面存档备份，存于） - JR東日本
6. ↑  各駅の乗車人員（2004年度） （页面存档备份，存于） - JR東日本
7. ↑  各駅の乗車人員（2005年度） （页面存档备份，存于） - JR東日本
8. ↑  各駅の乗車人員（2006年度） （页面存档备份，存于） - JR東日本
9. ↑  各駅の乗車人員（2007年度） （页面存档备份，存于） - JR東日本
10. ↑  各駅の乗車人員（2008年度） （页面存档备份，存于） - JR東日本
11. ↑  各駅の乗車人員（2009年度） （页面存档备份，存于） - JR東日本
12. ↑  各駅の乗車人員（2010年度） （页面存档备份，存于） - JR東日本
13. ↑  各駅の乗車人員（2011年度） （页面存档备份，存于） - JR東日本
14. 1 2 3  各駅の乗車人員（2012年度） （页面存档备份，存于） - JR東日本
15. 1 2 3  各駅の乗車人員（2013年度） （页面存档备份，存于） - JR東日本
16. 1 2 3  各駅の乗車人員（2014年度） （页面存档备份，存于） - JR東日本
17. 1 2 3  各駅の乗車人員（2015年度） （页面存档备份，存于） - JR東日本
18. 1 2 3  各駅の乗車人員（2016年度） （页面存档备份，存于） - JR東日本
19. 1 2 3  各駅の乗車人員（2017年度） （页面存档备份，存于） - JR東日本
20. 1 2 3  各駅の乗車人員（2018年度） （页面存档备份，存于） - JR東日本
21. 1 2 3  各駅の乗車人員（2019年度） （页面存档备份，存于） - JR東日本

JR統計資料
1. ↑  埼玉県統計年鑑 （页面存档备份，存于） - 埼玉県
2. ↑  統計あさか （页面存档备份，存于） - 朝霞市

埼玉縣統計年鑑
1. ↑  .   [2018-01-25]. （原始内容存档于2020-02-02）.
2. ↑  .   [2018-01-25]. （原始内容存档于2020-02-02）.
3. ↑  .   [2018-01-25]. （原始内容存档于2020-02-02）.
4. ↑  .   [2018-01-25]. （原始内容存档于2020-02-02）.
5. ↑  .   [2018-01-25]. （原始内容存档于2020-02-02）.
6. ↑  .   [2018-01-25]. （原始内容存档于2020-02-02）.
7. ↑  .   [2018-01-25]. （原始内容存档于2020-02-02）.
8. ↑  .   [2018-01-25]. （原始内容存档于2020-02-02）.
9. ↑  .   [2018-01-25]. （原始内容存档于2020-02-02）.
10. ↑  .   [2018-01-25]. （原始内容存档于2020-02-02）.
11. ↑  .   [2018-01-25]. （原始内容存档于2020-02-02）.
12. ↑  .   [2018-01-25]. （原始内容存档于2020-02-02）.
13. ↑  .   [2018-01-25]. （原始内容存档于2020-02-02）.
14. ↑  .   [2018-01-25]. （原始内容存档于2020-02-02）.
15. ↑  .   [2018-01-25]. （原始内容存档于2020-02-02）.
16. ↑  .   [2018-01-25]. （原始内容存档于2020-02-02）.
17. ↑  .   [2018-01-25]. （原始内容存档于2020-02-02）.
18. ↑  .   [2020-07-29]. （原始内容存档于2020-02-02）.
19. ↑  .   [2020-07-29]. （原始内容存档于2020-02-02）.
20. ↑  .   [2020-07-29]. （原始内容存档于2020-03-18）.

## 延伸閱讀
- 三好好三; 垣本泰宏. . JTBパブリッシング. 2010-02-01.

## 外部連結
- 車站資訊（北朝霞）：東日本旅客鐵道（日語）